# Steven Barnett
Steven Barnett (n. 15 iunie 1979, Sydney, Noul Wales de Sud, Australia) este un săritor în apă ce a reprezentat Australia, medaliat olimpic. A participat la o ediție a Jocurilor Olimpice (2004) în care a câștigat o medalie de bronz.